# Hermann Greife
Hermann Greife (russisch Герман Эрнестович Грейфе/Грайфе; * 27. Oktober 1902 in Moskau; † 2. Mai 1945 in Berlin) war ein deutscher Ostwissenschaftler und nationalsozialistischer Propagandist.

## Leben
Hermann Greife wurde 1902 in Moskau als Sohn eines Ingenieurs, Mitinhabers des Kaufhauses Hermann Heinrich Ernst Greife (1868–?) geboren. Greifes Großeltern väterlicherseits, Katholiken aus Rheinland Johann Heinrich Greife und seine Frau Maria Adelaide Katharine, geb. Wahl, siedelten sich nach Russland über, wo der Vater von Ernst und Hermann (1870–1939, eines späteren Frauarztes) einen Direktorsposten an der Zuckerfabrik im Moskauer Stadtteil Dorogomilowo innehatte. Seine Mutter Elisabeth, geb. von Karzow (1875–1966, beigesetzt am Russischen Friedhof in Wiesbaden), stammte aus dem russischen Adel, deshalb Greife russisch-orthodox getauft wurde.
Greife genoss zunächst häuslichen Unterricht und besuchte seit Mai 1911 deutsche Petri-Pauli-Schule zu Moskau. Sein Abitur machte er 1920 am Städtischen Gymnasium zu Simferopol und war dann ein Jahr praktisch in der Landwirtschaft tätig. Zu Beginn des Jahres 1922 kam die Familie nach Deutschland. Greife hatte in Berlin an der Landwirtschaftlichen Hochschule studiert. Während des Studiums war er in der Landwirtschaft in Westfalen und in der Neumark bzw. von 1925 bis 1933 kaufmännisch tätig, u. a. als Leiter eines Obst- u. Gemüsebaubetriebes. Greife wurde 1933 ebendort promoviert und war zunächst Dozent an der Deutschen Hochschule für Politik in Berlin. Zum 1. Februar 1937 trat er der SS bei (SS-Nummer 290.444) und wurde zum 20. April 1940 zum SS-Obersturmführer befördert. Seit 1940 war er Dozent für Rußlandkunde und Bolschewismus an der Auslandswissenschaftlichen Fakultät der Berliner Universität.
Greife war ferner Anti-Komintern-Funktionär, als solcher entwickelte er sich zu einer Schlüsselfigur der nachrichtendienstlich orientierten Russland-Forschung. Sein Förderer war der georgische Emigrant und Agrarwissenschaftler Michael Achmeteli. Greifes Buch Sowjetforschung: Versuch einer nationalsozialistischen Grundlegung der Erforschung des Marxismus und der Sowjetunion (Berlin, Leipzig 1936) stuft der Historiker Karl Schlögel als „charakteristisch für das Niveau der NS-Ostwissenschaften“ ein.
Hermann Greife war auch bekannt als Verfasser nationalsozialistischer Propagandaschriften antisowjetischer und antijüdischer Ausrichtung. Sein Buch Zwangsarbeit in der Sowjetunion brachte es in der Zeit des Nationalsozialismus zu hohen Auflagen. Es beruht auf Angaben des sowjetamtlichen Werkes Der Stalin-Weißmeer-Kanal (Moskau 1934). Es wurde auch ins Englische übersetzt, dort mit den Kapiteln (in Übersetzung): Ausrottung der wertvollen nationalen Elemente Russlands durch das Judentum; Der Ursprung der Zwangsarbeit; Der Schrei nach Erlösung der Verbannten; Die Abteilung für Zwangsarbeiter; Der Bau des Weißmeerkanals. Im Anhang der deutschen Ausgabe befindet sich ein Auszug aus dem Protokoll des Ausschusses zur Anhörung von Rückkehrern aus der Sowjetunion.
Als Dozent der Deutschen Hochschule für Politik hatte Hermann Greife eine umfassende Propagandakampagne gegen Otto Hoetzsch (1876–1946) und die Gesellschaft zum Studium Osteuropas als Zentrum der bolschewistischen Zersetzung in Gang gesetzt, als deren Ausgangspunkt die Dissertation des Litauers Abraham Heller diente.
Greife starb in der Endphase des Zweiten Weltkriegs bei Kampfhandlungen während der Schlacht um Berlin.

## Publikationen
- Bolschewismus und Staat. Berlin: Junker und Dünnhaupt, 1942
- Ist eine Entwicklung der Sowjetunion zum nationalen Staat möglich? Berlin, Junker und Dünnhaupt, 1939 (Schriften der Hochschule für Politik, Heft 44).
- Die Klassenkampfpolitik der Sowjetregierung. Berlin: Nibelungen-Verl., 1937
- Sowjetforschung. Versuch einer nationalsozialistischen Grundlegung der Erforschung des Marxismus und der Sowjetunion. Berlin, Leipzig 1936. Schriften des Instituts zur wissenschaftlichen Erforschung der Sowjetunion Band 1, Institut zur wissenschaftlichen Erforschung der Sowjetunion
- Zwangsarbeit in der Sowjetunion. Nibelungenverlag,  Berlin und Leipzig, 1936, Herausgegeben vom Institut zur wissenschaftlichen Erforschung der Sowjetunion, Berlin. (nationalsozialistische Propagandaschrift antisowjetischer und antijüdischer Ausrichtung) Foto
  - Slave labor in Soviet Russia. Translated by B. Warkentin, Kitchener, Ontario. Defender Publishers. Wichita, Kansas 1937 (Digitalisat)
    - Jewish-Run Concentration Camps in the Soviet Union. 2013, ISBN 1-4942-6717-9* (Buchbeschreibung)
    - Рабский труд в Советской России. (eine gekürzte russische Übersetzung aus dem Englischen (ohne Fußnoten) auf der rechtsextremen russischen Internetseite von Velesova Sloboda / Велесова Слобода)
- Die Verschleißspanne bei Trinkmilch unter besonderer Berücksichtigung der Einwirkungsmöglichkeiten des Reichsmilchgesetzes. B.-Neukölln, 1933 (Diss.)[16]